# Johan Neeskens
Johannes Jacobus Neeskens, més conegut com a Johan Neeskens (15 de setembre de 1951, Heemstede, Països Baixos - 6 d'octubre de 2024, Algèria) fou un jugador neerlandès de futbol. Va créixer com a futbolista a l'Àjax d'Àmsterdam. En aquest club va aconseguir tres Copes d'Europa seguides entre 1971 i 1973, una Copa Intercontinental el 1972, dues supercopes d'Europa el 1972 i el 1973 i dues lligues neerlandeses. El 1974 va ser fitxat pel Futbol Club Barcelona, on va jugar amb el seu compatriota i excompany de l'Àjax, Johan Cruyff. El 1979 va fitxar pel Cosmos de Nova York. Es va retirar el 1991 per dedicar-se a fer tasques d'entrenador. Va jugar 49 partits amb la selecció d'Holanda, amb la qual marcà 17 gols.

## Trajectòria esportiva

### Com a jugador
- 1968-1969:  RCH Heemstede (categories inferiors)
- 1969-1973:  Ajax Amsterdam
- 1974-1979:  FC Barcelona
- 1979-1984:  New York Cosmos
- 1984-1985:  FC Groningen
- 1986-1987:  Fort Lauderdale Sun
- 1988-1990:  FC Baar
- 1990-1991:  FC Zug

### Com a entrenador
- 1995-2000:  Països Baixos (entrenador assistent)
- 2003-2004:  NEC Nimega
- 2005-2006:  Australia (entrenador assistent)
- 2006-2008:  FC Barcelona (entrenador assistent)
- 2008-2009:  Països Baixos B
- 2009-2010:  Galatasaray SK (entrenador assistent)
- 2010-2012:  Mamelodi Sundowns

## Palmarès
AFC Ajax
- 1 Copa Intercontinental: 1972
- 3 Copes d'Europa: 1970-71, 1971-72, 1972-73
- 2 Supercopes d'Europa: 1972, 1973
- 2 Eredivisie: 1971-72, 1972-73
- 2 Copes neerlandeses: 1970-71, 1971-72

FC Barcelona
- 1 Recopa d'Europa: 1978-79
- 1 Copa del Rei: 1977-78

New York Cosmos
- 2 North American Soccer League: 1980, 1982

Selecció neerlandesa
- 1 Trofeu de París: 1978[5]